# 山の宿
『山の宿』（やまのやど）は日本ルーテル・アワーの企画・製作でNET（現：テレビ朝日）他にて放送されたテレビドラマ。モノクロ作品。正式タイトルはテレビ・ルーテル・アワー「山の宿」である。
また、本項ではラジオ番組「ルーテル・アワー『この人を見よ』」にて放送されたラジオドラマ版についても記述する。 

## 概要
ラジオ番組「ルーテル・アワー『この人を見よ』」（1965年10月24日放送、第187（729）回、TBSラジオほか）にて放送された同名のラジオドラマをテレビドラマ化したもので、ルーテル・アワー初のテレビドラマであった。
なお、ラジオでの放送伝道が中心であった日本ルーテル・アワーは1957年12月24日（25日）にクリスマスイブ礼拝の生中継を日本テレビで放送しているが、本格的なテレビによる放送伝道を開始したのは「ルーテル・テレビ委員会」を立ち上げた1965年からで、同年のクリスマスにフィルム構成のドキュメント番組「クリスマスは生きている」（NETほか14局ネット）を放送。翌年（1967年）には同スタッフによるテレビドラマ第2作目「愛と憎しみの間」（カラー作品。NET、東京12チャンネルほか8局ネット）、ドキュメント番組「ある異人の100年」（カラー作品。関西テレビとの共同製作。フジテレビほか13局ネット）を製作・放送した。

## あらすじ
750万円の不渡り手形を掴まされた高田は自殺を考え、銀山温泉にやって来る。宿で大量の睡眠薬を飲もうとした時、視覚障害のあんま師・恵子が訪れ、彼女の口からある出来事を話し出すー。
40年前、この宿である「小関屋」の番頭・小関右衛門は温泉街の半分を焼く大火事の「主犯」と根拠もない汚名を着せられたことで、住民から迫害を受け村八分にされる。
そんな絶望の中、遠縁者でキリスト教伝道師の松本安太郎が置いて行った聖書によって右衛門の妻・せつは希望の光を見出す。一方で追い詰められた右衛門は事の元凶である隣家の住谷を滝壺に呼び出して殺し、自分も死ぬと決意し、「この世に神も仏もあるものか！！」と家を飛び出すのだった…

## 出演（括弧内はラジオ版での出演者）
※『キリスト新聞』1966年12月25日号および撮影用台本参照。
- 小関右衛門（宿屋「小関屋」の番頭）：増田順司（木崎豊）
- せつ（右衛門の妻）：野口ふみえ（西乃砂恵）
- つね（右衛門の娘[4]）：山縣玲子（杉田郁子）
- 中山はつ：戸川暁子
- 住谷：木崎豊（風祭修一）
- 松本安太郎（伝道師）：山口謙
- 高田：綾川香(高城淳一)
- 伊藤恵子（あんま師）：水上竜子
- 幸子：吉野妙子
- ナレーター：（城達也）

## スタッフ
- 原作：関屋五十二
- 脚色：真弓典正
- 監督：仲木繁夫
- 協力：尾花沢市消防団
- 製作協力：東映テレビ・プロダクション
- 製作：日本ルーテル・アワー、ルーテル・テレビ委員会

## ネット局
| 放送対象地域 | 放送局名           | 放送時間 | 備考               |
| ------------ | ------------------ | --- | ------------------ |
| 関東広域圏   | NETテレビ          | 1966年12月20日 23:20 - 23:50 1966年12月22日 15:45 - 16:15（再放送）                                          |                    |
| 北海道       | 北海道放送テレビ   | 1966年12月24日 11:05 - 11:35                                                                                 |                    |
| 山形県       | 山形放送テレビ     | 1966年12月24日 16:30 - 17:00                                                                                 | 物語の舞台地       |
| 福島県       | 福島テレビ         | 1966年12月24日16:30 - 17:00                                                                                  |                    |
| 新潟県       | 新潟放送テレビ     | 1966年12月24日 17:00 - 17:30                                                                                 |                    |
| 静岡県       | 静岡放送テレビ     | 1966年12月23日 16:10 - 16:40 1966年12月24日 11:00 - 11:30（再放送） 1968年12月25日 16:00 - 16:30（再々放送） |                    |
| 東海広域圏   | 中部日本放送テレビ | 1966年12月24日 10:05 - 10:35                                                                                 |                    |
| 関西広域圏   | 朝日放送テレビ     | 1966年12月24日 9:10 - 9:40                                                                                   |                    |
| 広島県       | ラジオ中国テレビ   | 1966年12月23日 16:45 - 17:15                                                                                 |                    |
| 岡山県       | 山陽放送テレビ     | 1966年12月24日 11:05 - 11:35                                                                                 |                    |
| 島根県       | 山陰放送テレビ     | 1966年12月24日 17:00 - 17:30                                                                                 |                    |
| 琉球政府     | 琉球放送テレビ     | 1966年12月24日 16:00 - 16:30                                                                                 | 当時は米国の統治下 |